# لطیف رحمان
لطیف رحمان (انگلیسی: Latifur Rahman; زاده ۱ مارس ۱۹۳۶ – درگذشته ۶ ژوئن ۲۰۱۷) سیاست‌مدار اهل بنگلادش بود. وی از ۱۵ ژوئیه ۲۰۰۱ تا ۱۰ اکتبر ۲۰۰۱ نخست‌وزیر موقت بنگلادش بود.
لطیف رحمان در ۶ ژوئن ۲۰۱۷، در سن ۸۱ سالگی بر اثر سکته مغزی درگذشت.